# Cihan Özkara
Cihan Özkara (Hamm, 1991. július 14. –) német-azeri-török labdarúgó, a Rot-Weiß Oberhausen játékosa.